# Aeroportul Karasabai
Aeroportul Karasabai (IATA: KRG, ICAO: SYKS) este un aeroport din Upper Takutu-Upper Essequibo, Guyana.
Situat la o altitudine de 107 m, aeroportul dispune de o singură pistă.